# Impatiens nzabiana
Impatiens nzabiana är en balsaminväxtart som beskrevs av S.B.Janssens och Dessein. Impatiens nzabiana ingår i släktet balsaminer, och familjen balsaminväxter. Inga underarter finns listade i Catalogue of Life.